# Drimys angiensis
Drimys angiensis är en tvåhjärtbladig växtart som beskrevs av Ryozo Kanehira och Sumihiko Hatusima.
Drimys angiensis ingår i släktet Drimys och familjen Winteraceae. Inga underarter finns listade i Catalogue of Life.